# Trioza erytreae
Trioza erytreae är en insektsart som först beskrevs av Del Guercio 1918.  Trioza erytreae ingår i släktet Trioza och familjen spetsbladloppor. Inga underarter finns listade i Catalogue of Life.